# Matrox Ultima, Impression
Ultima (ウルティマ) およびImpression (インプレッション) は、カナダのMatrox社が同社のグラフィックカードのシリーズであるMGAシリーズの処女作として発表したPC用ビデオカードのシリーズ名である。
本項では同シリーズ、ならびに関連製品について取り扱う。
ultimaは「究極」を、impressionは「感銘」を、それぞれ意味する英単語である。

## Ultima（MGA-I）

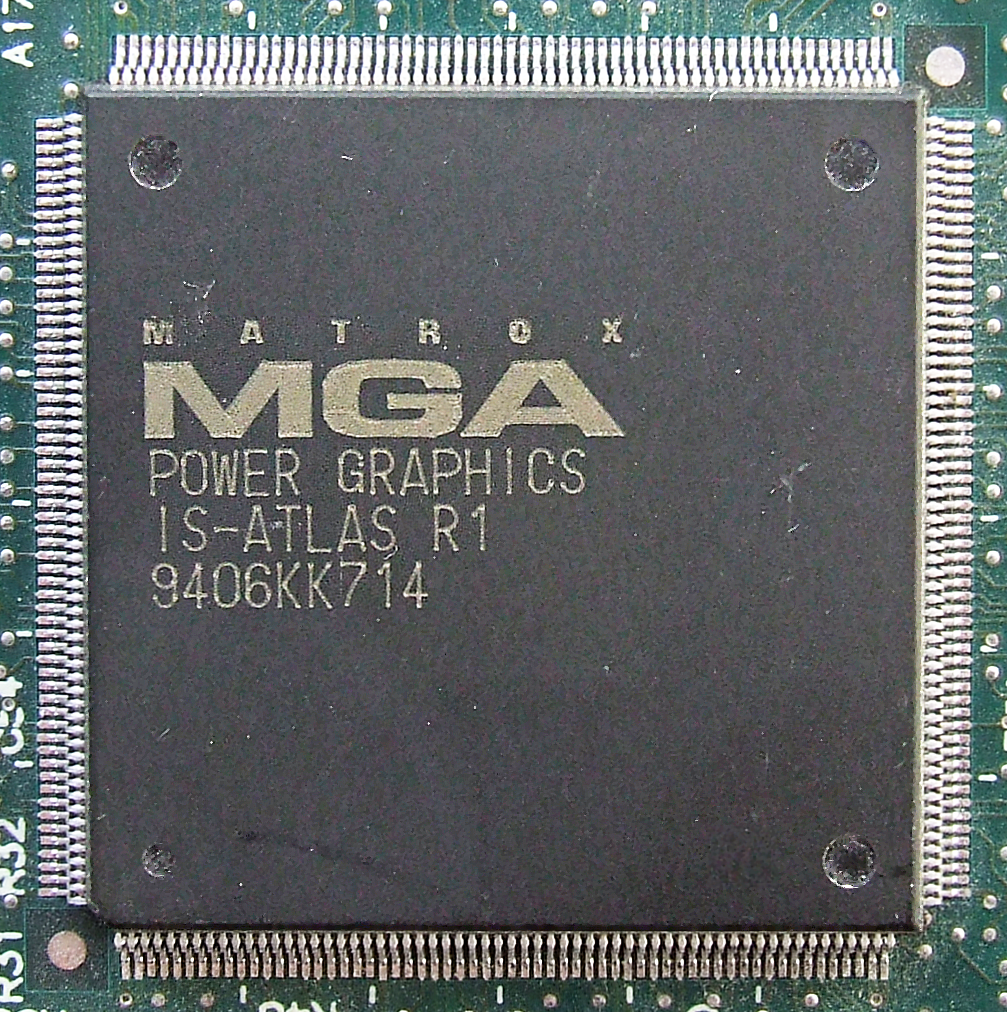
MGA-I(IS-ATLAS)

UltimaはビデオチップとしてMGA-I(IS-ATLAS)を搭載するグラフィックスアクセラレータである。175MHzまたは200MHzのRAMDACを1基統合している。64bitのメモリバスを持ち、ビデオメモリとして64bitで接続されたSGRAMを4MBまでサポートする。インターフェースはISAまたはPCIもしくはVESA。
Windows 3.1時代のチップで、後のMatrox Millenniumシリーズに続く記念すべきチップ。ハイエンド向けで当時最速だったS3 86C928を凌ぐほどの高性能で、当時の世界最速の称号を手にした。なお3D性能も一応持っているものの独自仕様で、Direct3Dなどには非対応である。

### Ultimaシリーズ

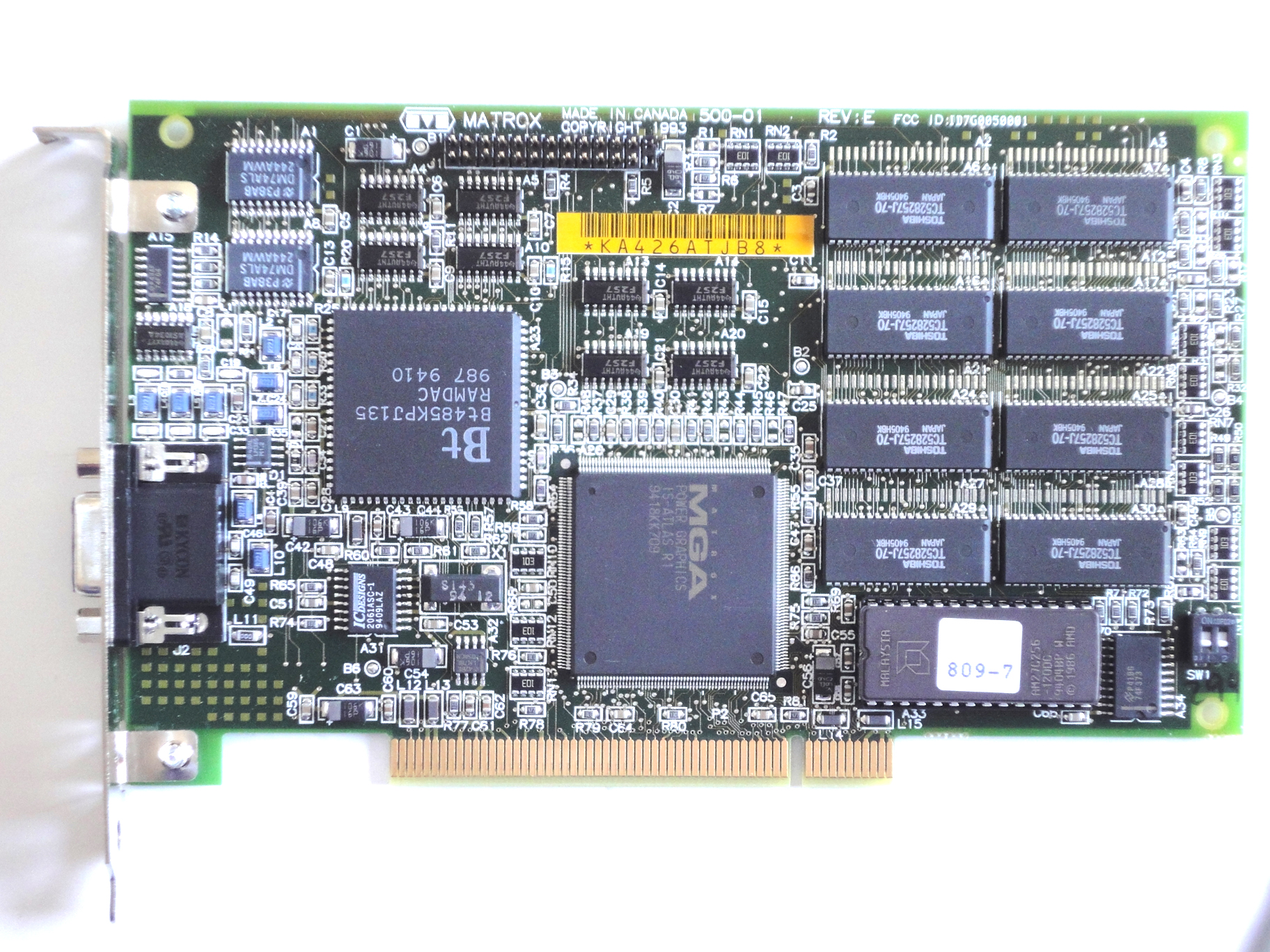
Ultima MGA-PCI/2

Ultima (MGA-ULT/2/A, MGA-PCI/2, MGA-VLB/2)
Ultimaシリーズの基本モデル。135MHzのRAMDACを搭載している。インターフェイスはISAまたはPCIもしくはVESA。メモリ容量はSGRAMを2MB。
Ultima Plus (MGA-PCI/2+, MGA-VLB/2+, MGA-PCI/4, MGA-VLB/4)
Ultimaシリーズのハイエンドモデル。175MHzのRAMDACを搭載している。インターフェイスはPCIまたはVESA。メモリ容量はSGRAMを2MB(オプションで4MBに増強可)または4MB。
Ultima Plus 200 (MGA-PCI/4/200, MGA-VLB/4/200)
Ultimaシリーズの最上位モデル。200MHzのRAMDACを搭載している。インターフェイスはPCIまたはVESA。メモリ容量はSGRAMを4MB。

## Impression（MGA-II）

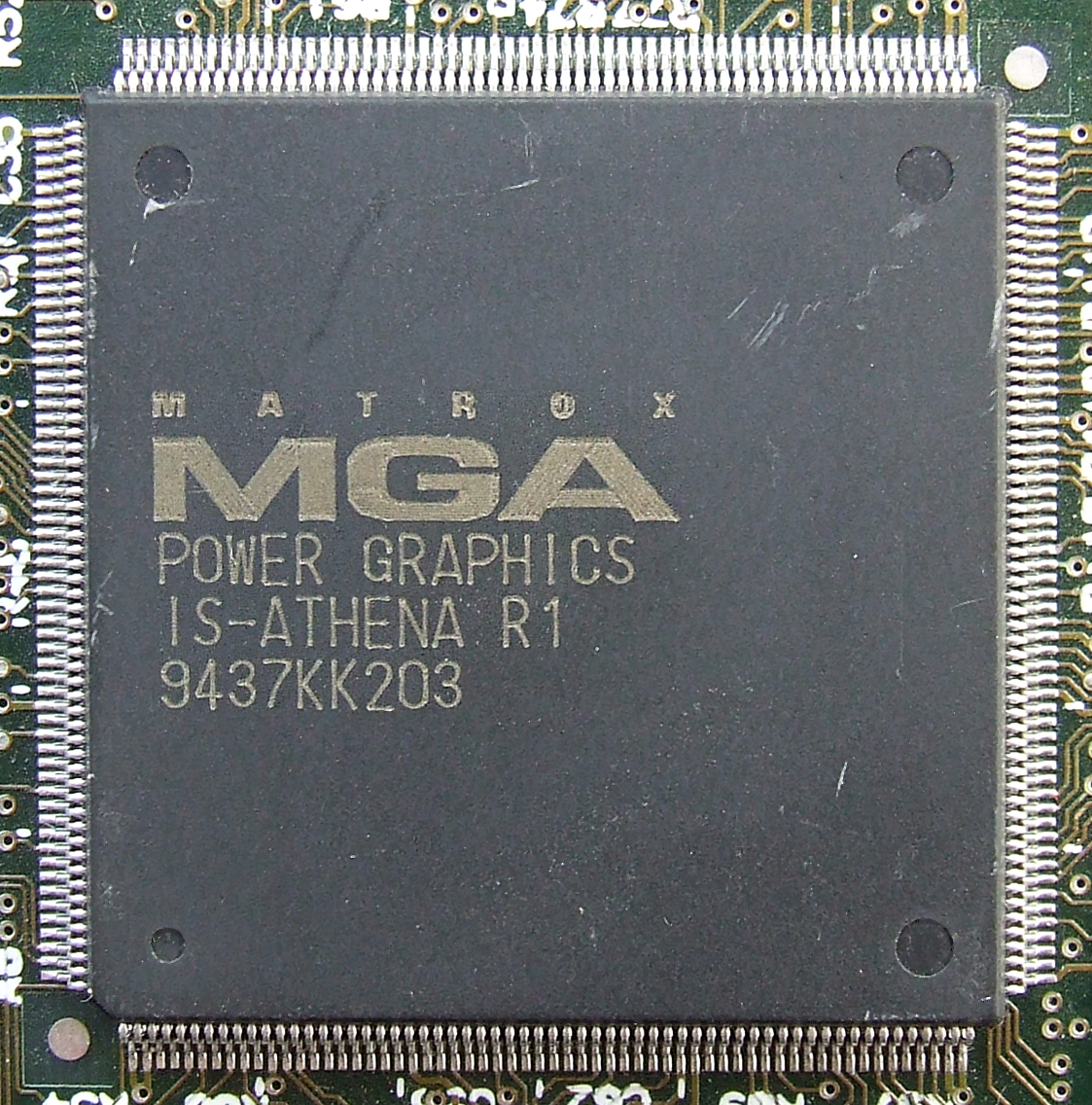
MGA-II(IS-ATHENA)

ImpressionはビデオチップとしてMGA-II(IS-ATHENAまたはIS-HELENA)を搭載するグラフィックスアクセラレータである。175MHzまたは220MHzのRAMDACを1基統合している。64bitのメモリバスを持ち、ビデオメモリとして64bitで接続されたSGRAMを4MBまでサポートする。インターフェースはISAまたはPCI。
MGA-Iから3D機能を省いたハイエンドモデルであり、業務向けカードに搭載された。
この製品から増設メモリモジュールの拡張スロットが設けられているのが特徴である。

### Impressionシリーズ

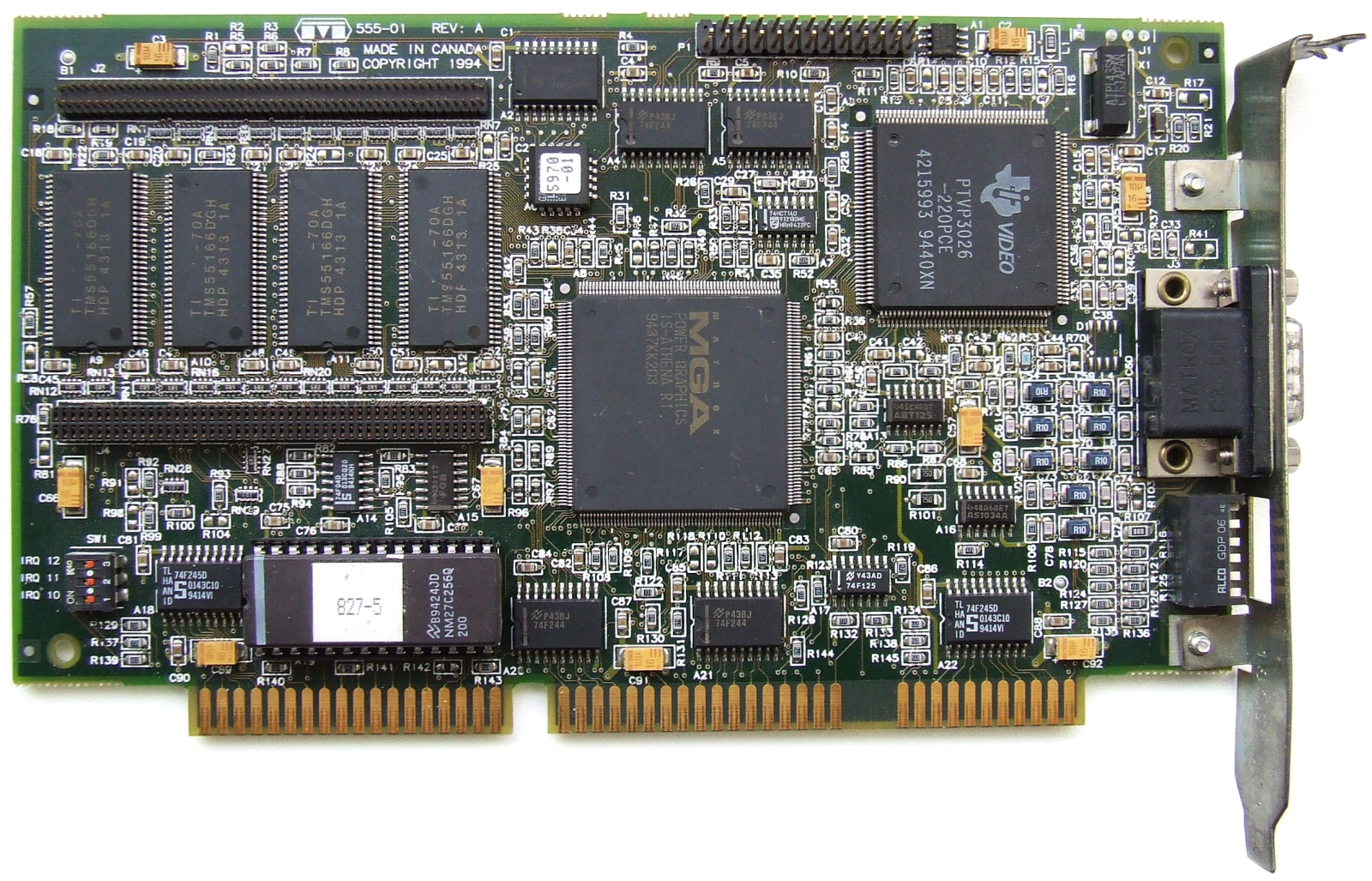
Impression Plus 220 ISA

Impression Lite (MGA-IMP/LTE)
Impressionシリーズの基本モデル。チップはIS-HELENA。175MHzのRAMDACを搭載している。インターフェイスはISAまたはPCI。メモリ容量はSGRAMを2MB(オプションでの増強不可)。
Impression Plus (MGA-IMP+/P)
Impressionシリーズのハイエンドモデル。チップはIS-ATHENA。175MHzのRAMDACを搭載している。インターフェイスはISAまたはPCI。メモリ容量はSGRAMを2MB(オプションで4MBに増強可)。
Impression Plus 220 (MGA-IMP+/P/220)
Impressionシリーズの最上位モデル。チップはIS-ATHENA。220MHzのRAMDACを搭載している。1600×1200ドット(24bitカラー)表示時であっても85Hzのリフレッシュレートを確保可能。インターフェイスはISAまたはPCI。メモリ容量はSGRAMを2MB(オプションで4MBに増強可)。

### 関連製品
Ultima,Impression VRAM Add-on Module (MGA-MOD/2MB/1)
Ultima,Impressionシリーズ用の2MBの増設メモリモジュール。本体側の専用ソケットに差し込んでビデオメモリを増設できる。
- Ultima Plus, Impression Plusは2MBモジュールを2MB版の本体に追加して容量4MBとして使用可
- Impression Liteは増強不可

となっている。

### 形態の変遷
Ultima PlusおよびImpression Plusのカードの形態は、製造時期により一見別製品に見えるほど3度にわたり形態の大きな変遷をたどっている。これはユーザーの増設モジュールの扱いやすさとPC本体の小型化に対応したものである。
最初期
横長の大型基板にメモリチップが8個*2列の平面に並び、2MB版は増設メモリチップを空ソケットに1個ずつ手で埋め込む形態
中期
メモリ部の横幅が4個*2列に半減されて大幅に小型化され、2MB版は4個*2列の増設メモリモジュールを本体に重ねて差し込む形態
最後期
メモリの1個当たりの容量が倍増し4個*1列に半減してさらに小型化され、2MB版は4個*1列の増設メモリモジュールを本体に重ねて差し込む形態
最後期のデザインは次のMillenniumシリーズやMystiqueシリーズへと踏襲された。

## 仕様表
| チップ名 | インターフェース   | メモリ | メモリ       | メモリ         | 出力       | 代表製品   | 備考 |
| チップ名 | インターフェース   | 搭載   | バス幅 (bit) | 最大 容量 (MB) | 出力       | 代表製品   | 備考 |
| -------- | ------------------ | ------ | ------------ | -------------- | ---------- | ---------- | ---- |
| MGA-I    | PCI or ISA or VESA | SGRAM  | 64           | 4              | アナログ×1 | Ultima     |      |
| MGA-II   | PCI                | SGRAM  | 64           | 4              | アナログ×1 | Impression |      |